# Nukleinsavak
A nukleinsavak monomer nukleotid láncokból álló makromolekulák. A biokémiában ezek a molekulák felelősek a sejten belüli genetikai információ hordozásáért. A leggyakoribb nukleinsavak a dezoxiribonukleinsav (DNS) és a ribonukleinsav (RNS). Élő szervezetekben univerzálisan fordulnak elő, sejtekben és vírusokban egyaránt megtalálhatók. A nukleinsavak felfedezése (1869) Friedrich Miescher nevéhez fűződik. 
A két természetesen előforduló DNS és RNS-en kívül léteznek még mesterséges nukleinsavak, ezek a peptid-nukleinsavak (PNS), Morfolino- és zárolt nukleinsavak (ZNS), valamint glikol nukleinsavak (GNS) és treóz nukleinsavak (TNS). Mindegyiket molekulagerincük változása különbözteti meg a természetes fajtáktól.
A nukleinsav elnevezés első fele a latin nucleus (mag) szóból származik.

## Kémiai felépítés
A "nukleinsav" fogalom a biopolimerek családjának egy általános elnevezése ami a sejtmagon belüli szerepüktől származik. Ez utóbbit felépítő monomerek a nukleotidok. 
Mindegyik nukleotid három összetevőből áll: – egy nitrogénalapú heterociklusos bázisból, ami egy összekapcsolt purinbázist és pirimidinbázist jelent; egy pentóz cukorból; és végül egy foszfátcsoportból. A nukleinsav típusai elsősorban a nukleotidokban lévő cukrok felépítésétől különböznek – a DNS 2-dezoxiribózt tartalmaz, az RNS ribózt (a különbséget a ribózban lévő hidroxilcsoport határozza meg). A két nukleinsav típusban található nitrogénalapú bázisok szintén különböznek egymástól: az adenin, guanin és citozin mind a DNS-ben, mind az RNS-ben megtalálható, azonban a timin csak a DNS-ben fordul elő, az uracil meg csak az RNS-re jellemző. Léteznek még egyéb ritkán előforduló nukleobázisok, mint az inozin, ami az érett tRNS szálaiban fordul elő.
A nukleinsavak általában egy- vagy kettős szálúak, noha három vagy több szállal rendelkező szerkezeteket tudnak létrehozni. Egy kettős szálú nukleinsav két darab egyszálú nukleinsavból áll amelyeket hidrogénkötés tart össze a DNS dupla-hélix szerkezetéhez hasonlóan. Ez utóbbival szemben az RNS szokásosan egyszálú, de bármilyen szál másodlagos szerkezetet tud létrehozni önmagára gyűrődve, pl. tRNS és a rRNS. A sejteken belül a DNS szokás szerint kettős szálú, bár egyes vírusok egyszálúak genomjukhoz igazodva, hasonlóképpen, a retrovírusok RNS-e is egyszálú. 
A nukleinsavakban lévő foszfátok és cukrok megosztott oxigénatomok kapcsolódása útján, váltakozó láncok formájában vannak egymáshoz kötve, ez által létrehozva egy foszfodiészter kötést. A szénatomok, melyekhez a foszfátcsoportok kötődnek, a cukor 3' és 5' végén találhatók, ez által polaritást létrehozva a nukleinsavaknak. A bázisok a glikozid-kapcsolódástól a pentóz cukorgyűrű 1' végéig terjednek. Egymással való kapcsolódásuk a pirimidinek első nitrogénatomja és a purinok kilencedik N-atomján keresztül jön létre (?)

## Nukleinsav típusok

### Ribonukleinsav
A ribonukleinsav vagy RNS nukleotid monomerekből álló nukleinsav polimer, ami fontos szerepet tölt be a DNS-ről való genetikai információ átírásában. Az RNS hírvivőként érvényesül a DNS és a riboszomának nevezett fehérjeszintézis komplexek között, emellett nélkülözhetetlen riboszóma mennyiséget termel, és a fehérjeszintézisben felhasználandó aminosavaknak fontos szállító molekulája.

### Dezoxiribonukleinsav
A dezoxiribonukleinsav azon genetikai utasítások halmazát hordozza, amelyek az összes ismert élő organizmus fejlődéséért és működéséért felelősek. A DNS molekula fő szerepe a hosszútávú információtárolás ami egy tervrajzhoz hasonlítható mivel az összes utasítást tartalmazza a többi sejtalkotó felépítéséhez, pl. fehérjék és RNS molekulák. Ezt a genetikai információt hordozó részeket géneknek nevezzük, de léteznek egyéb ilyesféle DNS szakaszok, amelyek strukturális célokat szolgálnak, vagy ennek használatba vételét szabályozzák. 
A DNS felépítése négyfajta bázisból áll: citozin, timin, guanin és adenin, ezek egymáshoz kapcsoltan láncot alkotnak. A nukleinsavbázisokat egy cukorfoszfát-gerinc tartja össze. Két ilyen lánc egymásra csavarodva alkotja a DNS-molekula dupla-hélix formáját.

## A nukleinsav alkotóelemei

### Nukleobázisok
A nukleobázisok nitrogéntartalmú aromás heterociklusos szerves alkotóelemek, a bázis párosításban részt vevő DNS és RNS részei. A nukleinsavbázisok a következők: citozin (C), guanin (G), adenin (A), timin (T). Az RNS nem tartalmaz timint, helyette uracil (U) található.
|  |  |  |  |  |

A nukleinsavbázisok kiegészítik egymást, és ehhez hűen a következő bázispárok jönnek létre: citozin-guanin, adenin-timin (RNS-ben adenin-uracil). A citozin-guanin páros kölcsönhatása az adenin-timin párosénál sokkal erősebb, ez a hidrogénkötések mennyiségétől függ, ami az első bázispárnál három, az utóbbinál csak kettő. Ebből adódóan minél magasabb fokú a GC-tartalom a kettős szálú DNS-en belül, annál stabilabb és magasabb olvadáspontú a molekula. 
Két fő nukleinsavosztály létezik a vázukat kialakító molekulájukhoz igazodóan. Ezek a kettős szálú purinok, valamint az egyes szálú pirimidinek. A purinok az adenin és guanin (rövidítve R), a citozin, timin és uracil mind pirimidinek (rövidítés szerint Y). 
A hipoxantin és xantin az adenin és guanin mutáns formáiban, amelyek mutagén tényezők jelenléte által jöttek létre, kiemelhető a deamináció, ami az amincsoport egy hidroxilcsoporttal való helyettesítése. A xantin és hipoxantin rövidítése X és HX.

### Nukleozidok
A nukleozidok egy ribóz- vagy dezoxiribóz-cukorgyűrű nukleinsav bázishoz való kapcsolódásának glikozinaminjai. Dióhéjban, a nukleozid egy cukorhoz kapcsolódó bázis. A megnevezés a nukleinsav-bázisok neveiből származik. A nukleozidok: citidin, uridin, adenozin, guanozin és timidin, DNS-ben és RNS-ben fordulnak elő. Nukleozidból foszfát hozzáadásával (egy specifikus kináz enzim foszforilációjával) jönnek létre a nukleotidok. Antivirális tényezőként hatnak a nukleozid analógok, mint az aciklovir.

### Nukleotidok és dezoxinukleotidok
A nukleotidok nukleozidokból és foszfátcsoportból állnak. A DNS és RNS monomerjei, valamint számos fontos kofaktor egységei mint a KoA, a FAD, FMN, ATP és a NADP+. A nukleozidok sejten belüli szerepe a metabolizmusban és a jelzésben való részvétel.
A nukleotidok megnevezésüket a bázisukat alakító nukleozidokról kapták, elnevezésük szoros összeköttetésben van a bennük lévő foszfátok számától, pl.
- Adenin + Ribóz = Adenozin
- Adenozin + Foszfátcsoport = Adenozin-monofoszfát

További foszfát hozzáadásával a sorrend folytatódik adenozin di- és trifoszfátot létrehozva.